# Dya-Eddine Saïd Bamakhrama
 (septembre 2019).
Dya-Eddine Saïd Bamakhrama,,, est un ambassadeur de la république de Djibouti auprès du royaume d'Arabie saoudite. 
Il est représentant permanent auprès de l'OCI depuis 2002, en plus d'être le doyen du Corps diplomatique accrédité auprès du royaume d'Arabie saoudite depuis 2013 et analyste politique Djiboutien ,.

## Honneurs
Il a reçu l'ordre national de l'indépendance du 27 juin avec le grade de commandeur en 2017